# Elchovo
Elchovo (bulgariska: Елхово) är en ort i Bulgarien. Den ligger i kommunen Obsjtina Elchovo och regionen Jambol, i den sydöstra delen av landet, 270 km öster om huvudstaden Sofia. Elchovo ligger 118 meter över havet och antalet invånare är 11 107.
Terrängen runt Elchovo är platt. Runt Elchovo är det ganska glesbefolkat, med 26 invånare per kvadratkilometer.. Elchovo är det största samhället i trakten.
Trakten runt Elchovo består till största delen av jordbruksmark.